# Toerit

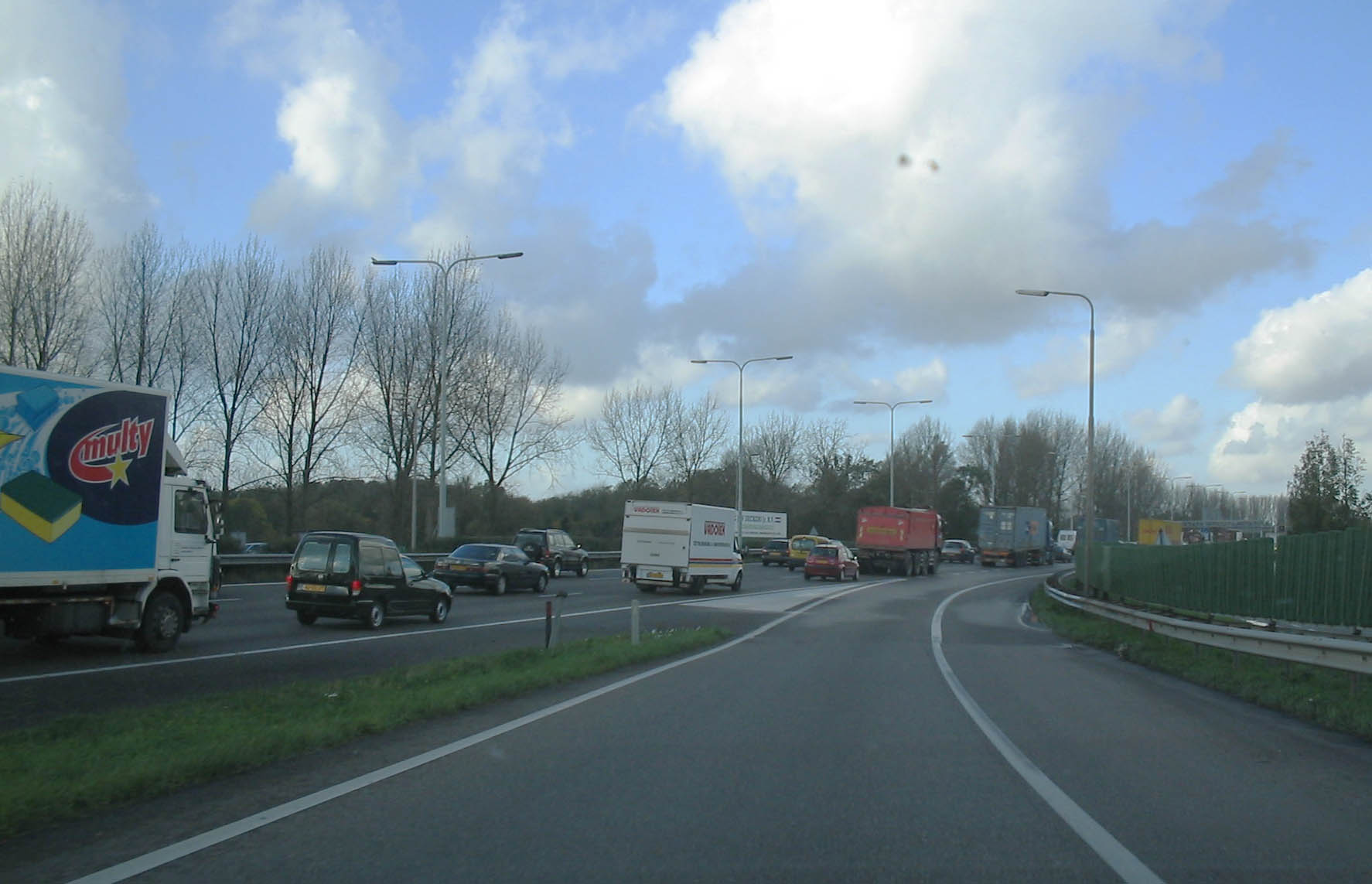
Toerit naar de A13 bij
Rotterdam The Hague Airport

Een toerit is benoemd in het woordenboek als oprit of invoeging en is een rijstrook die naar de hoofdrijbaan leidt. 

## Ontwerp
Vanaf het puntstuk wordt er gesproken van invoegstrook, een strook met beperkte lengte (in Nederland meestal 180 meter) waarop bestuurders snelheid kunnen maken om in te voegen op de hoofdrijbaan. Op sommige toeritten zijn doseerinstallaties aangebracht om de doorstroming te bevorderen in drukke periodes. Deze zijn te vinden in Australië, Duitsland, Oostenrijk, het Verenigd Koninkrijk en de Verenigde Staten.
De benodigde lengte van een invoegstrook kan worden berekend met de volgende formule:
{\displaystyle L_{a}={\frac {(0,75v_{0})^{2}-v_{e}^{2}}{256({\frac {a}{g}}-{\frac {p}{100}})}}}
Hierin is:
- {\displaystyle L_{a}} de acceleratielengte [m]
- {\displaystyle v_{0}} de ontwerpsnelheid van de doorgaande rijbaan [km/h]
- {\displaystyle v_{e}} de ontwerpsnelheid van de toeleidende rijbaan [km/h]
- a de versnelling van het voertuig [m/s2] (op de horizontale weg; bij een personenauto is dit 2,3 m/s2)
- g gravitatieconstante
- p helling van de weg [%] (stijgend is positief, dalend is negatief)

Er wordt aangenomen dat invoegen mogelijk is als 86,5 % van de ontwerpsnelheid bereikt is.
Als er kort na de toerit een afrit volgt, dan worden de in- en uitvoegstrook soms gecombineerd tot een weefvak.

## Nederland
Het Nederlandse Centraal Bureau Rijvaardigheidsbewijzen (CBR) heeft duidelijk omschreven wat zij bij het autorijexamen van kandidaten verwacht. Het CBR instrueert dat wordt ingevoegd met een snelheid die nagenoeg gelijk is aan die van het verkeer op de doorgaande rijbaan, zodat men veilig in kan voegen. Het CBR schrijft verder voor dat wordt ingevoegd in de volgorde van oprijden van de snelweg, zodat geen gaten worden dichtgereden die voorliggers nodig hebben om veilig in te kunnen voegen.:pag. 34, §3.4
Een weggebruiker kan eventueel uitwijken naar een naastgelegen rijstrook om de invoeger gelegenheid te geven om in te voegen. Een weggebruiker op de hoofdrijbaan is daar niet toe verplicht. Wanneer uitwijken niet mogelijk is, bijvoorbeeld omdat de verder gelegen rijstrook bezet is, moet de invoegende automobilist voorrang verlenen aan de auto's op de snelweg. Invoegen is een bijzondere manoeuvre. Het wisselen van rijstrook is een bijzondere manoeuvre, waarbij aan sneller rijdend verkeer wat van achteren nadert voorrang verleend dient te worden. Bij een lagere snelheid een rijstrook naar links opschuiven om ruimte te maken voor één enkele invoegende auto op de invoegstrook, zonder rekening te houden met verkeer wat met hogere snelheid van achteren nadert, geldt als hinderlijk verkeersgedrag. Het CBR instrueert in de beoordelingscriteria voor het autorijexamen dat invoegend verkeer alleen geholpen moet worden als het gaat om zware vrachtwagens die moeilijk snelheid kunnen maken, of er een hele file aan auto's wil invoegen.
Sommige bestuurders vinden invoegen op de snelweg lastig, omdat er snel een beslissing genomen moet worden. Met het juiste kijkgedrag wordt het makkelijker om snel te zien waar in de verkeersstroom ruimte is om in te voegen. Het CBR omschrijft heel precies welk kijkgedrag wordt verwacht van kandidaten voor het autorijexamen. Wanneer er op de snelweg (wegens bijvoorbeeld drukte) geen ruimte tot invoegen is, schrijft het CBR voor dat men voor het begin van de invoegstrook wacht. In de praktijk gebeurt dit niet en probeert men toch een plaats in de rij op de snelweg te krijgen. Soms verloopt het verkeer vanwege filevorming traag en invoegen wordt dan makkelijker.
Wanneer men (op volle snelheid) het eind van de invoegstrook bereikt zonder in te (kunnen) voegen, dient men de auto tot stilstand te brengen voor het einde van de invoegstrook en te wachten tot er ruimte is. Soms komt het voor dat weggebruikers doorrijden over de vluchtstrook totdat er wel plaats is. Dit is verboden, aangezien de vluchtstrook uitsluitend bedoeld is voor noodgevallen, zoals gestrande voertuigen met pech. Niet stoppen en met brute dwang alsnog invoegen in een te krappe ruimte is eveneens verboden en gevaarlijk. Anderzijds kan stoppen op het einde van de invoegstrook en daarna vanuit stilstand invoegen levensgevaarlijke situaties opleveren.
Over wat correct invoegen is zijn de meningen verdeeld. Wat gebruikelijk is wordt verward met wat de wet voorschrijft, waardoor discussies kunnen ontstaan waarin bestuurders die graag vlot doorrijden, of de wet naar de letter interpreteren, lijnrecht tegenover onzekere en/of trage bestuurders komen te staan.

## Duitsland

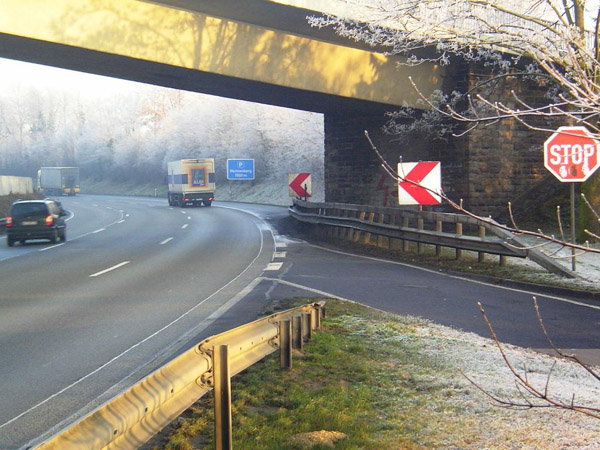
Toerit zonder invoegstrook in Duitsland

Er zijn in Duitsland nog toeritten zonder invoegstrook, waar vanuit stilstand ingevoegd moet worden, tussen verkeer wat op relatief hoge snelheid rijdt. Dit komt vooral voor op Autobahnen die vlak voor de Tweede Wereldoorlog zijn gebouwd. Op de eerste generatie autovía-wegen in Spanje waren ook toeritten zonder invoegstrook, maar bij latere wegwerkzaamheden werden deze vaak alsnog aangelegd. Het ontbreken van invoegstroken kan gevaarlijk zijn, als ter plaatse onbekende bestuurders met hoge snelheid een toerit afrijden, in de verwachting dat er vast wel een invoegstrook zal liggen, omdat men immers een snelweg wil oprijden.
rijstrook · vluchtstrook · spitsstrook · invoegstrook · uitvoegstrook · weefstrook · bufferstrook · plusstrook · wisselstrook · redresseerstrook · voorsorteerstrook · klimstrook

Doelgroepstroken: busstrook · carpoolstrook · vrachtwagenstrook · fietsstrook · passeerstrook